# Камалашила
Камалашила (740 – 795) е пандит – индийски будистки учител от Университета Наланда, последовател и спътник на Шантаракшита  в пътуването до Тибет по покана на крал Трисонг Децен. Заедно със своя ученик Йеше Дампо те са изразители на възгледите на школа Мадхямака на Нагарджуна и се фокусират върху Пътя на бодхисатва и Шестте Парамити. Това са ученията за Постепенния, почти безкраен път на натрупване на положителни впечатления и мъдрост (т.нар. „Две Натрупвания“) до постигането на пълно просветление за доброто на всички същества.

## Съветът в Лхаса
През 792 г. в Лхаса се провежда голям съвет. По това време Шантаракшита вече не бил между живите, а Падмасамбхава бил завършил делото си в Тибет и го бил напуснал в страната започнали да навлизат китайски будистки учители, които преподавали, че просветлението може да се постигне в един миг чрез спиране на концептуалното мислене. На този останал в историята дебат индийските учители начело с Камалашила побеждават безапелационно и крал Трисонг Децен издава декрет, според който единствено будистки учения дошли от Индия се смятат за автентични.